# Kul-Oba

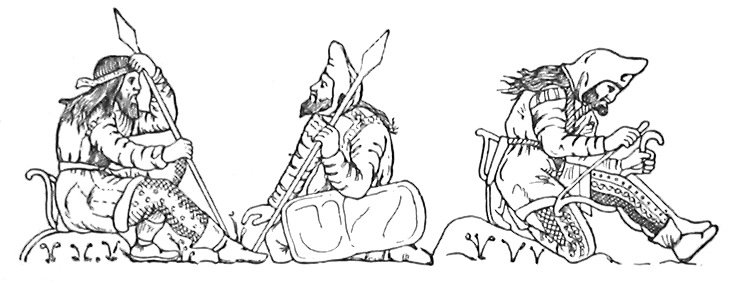
Mythologische skythische Krieger, Zeichnung nach den Figuren auf einem Becher aus Elektrum aus dem Kul-Oba-Kurgan. (Eremitage, St. Petersburg).

Kul-Oba (ukrainisch/russisch: Куль-Оба, krimtatarisch: Kül Oba) bedeutet übersetzt etwa „Aschehügel“. Der Begriff bezeichnet eine archäologische Fundstelle eines skythischen Tumulus in der Nähe von Kertsch auf der östlichen Krim in der Ukraine.

## Entdeckung
Entdeckt wurde Kul-Oba 1830 und war somit der erste modern ausgegrabene skythische Grabhügel. Im steinernen Grab fanden sich eine Fülle wertvoller Artefakte, die auch das allgemeine Interesse auf die skythische Welt lenkten. Die Kostbarkeiten deuten auf einen königlichen Grabhügel hin. Von besonderem Interesse war ein fein granulierter Ohrring mit zwei Nike-Figuren, die heute, neben anderen Funden, in der Eremitage besichtigt werden können. Viele der Funde zeigen, dass hier, nördlich des Bosporus, eine Kultur durch hellenistische und skythische Einflüsse geformt wurde.

## Funde
Das Hügelgrab wurde etwa zwischen 400 und 350 v. Chr. erbaut, wahrscheinlich durch Fachleute aus Pantikapaion, einer griechischen Kolonie auf der Krim. Der Grundriss ist viereckig und misst 4,20 mal 4,60 Meter. Das abgestufte Grabgewölbe war 5,30 Meter hoch. Die hölzerne Decke sollte wohl einen skythischen Zelthimmel darstellen.
Der Körper des Königs oder Fürsten lag auf einer kostbaren hölzernen Liege nahe dem östlichen Wall. Ein Diadem, überragt von einer Filzkappe mit goldenem Gehänge krönte sein Haut und zeigt seine herausgehobene soziale Position. Um den Hals trug er eine Goldscheibe von 461 Gramm Gewicht. Seine Handgelenke schmückten bis zu drei Armreife. Neben dem Körper fanden sich auf der Liege noch eine Ampulle, eine Peitsche, ein Messer und ein Köcher, alle reich verziert mit Gold und Edelsteinen.
Links neben der Liege stand ein Sarkophag aus Zypressenholz und Elfenbein. Darin fand sich der Körper einer Frau, wahrscheinlich die Frau oder Konkubine des Königs. Sie trug Kleidung aus Brokat und war mit einem Diadem aus Elektrum mit goldenen Schmuckanhängern gekrönt. Weiterhin trug sie zwei durchbrochene Ohrringe, eine Goldscheibe, eine goldene Halskette und zwei ebenfalls goldene Armreife. Ein bronzener Spiegel mit vergoldetem Griff war neben ihr platziert. Ein Becher aus Elektrum, zwischen ihren Füßen abgelegt, zeigte Illustrationen der skythischen Mythologie.
Die sterblichen Überreste eines Sklaven – eventuell eines Wagenlenkers – wurden bei der südlichen Wand gefunden. Eine kleine Nische in der Wand enthielt Pferdeknochen, einen Helm, eine bronzene Scheide und zwei Speerspitzen. Einige silberne Behälter und Bronzekessel mit Lammknochen wurden entlang der Wände deponiert. In Amphoren wurden Reste von eingetrocknetem Wein gefunden. Bronzene Pfeilspitzen lagen verstreut über den Boden.
Die verantwortlichen Archäologen vermuten keine versteckten Kammern. Einige der durch Raubgräber geplünderten Fundgegenstände konnten nachträglich durch die russische Regierung wieder aufgefunden werden.

## Bildergalerie

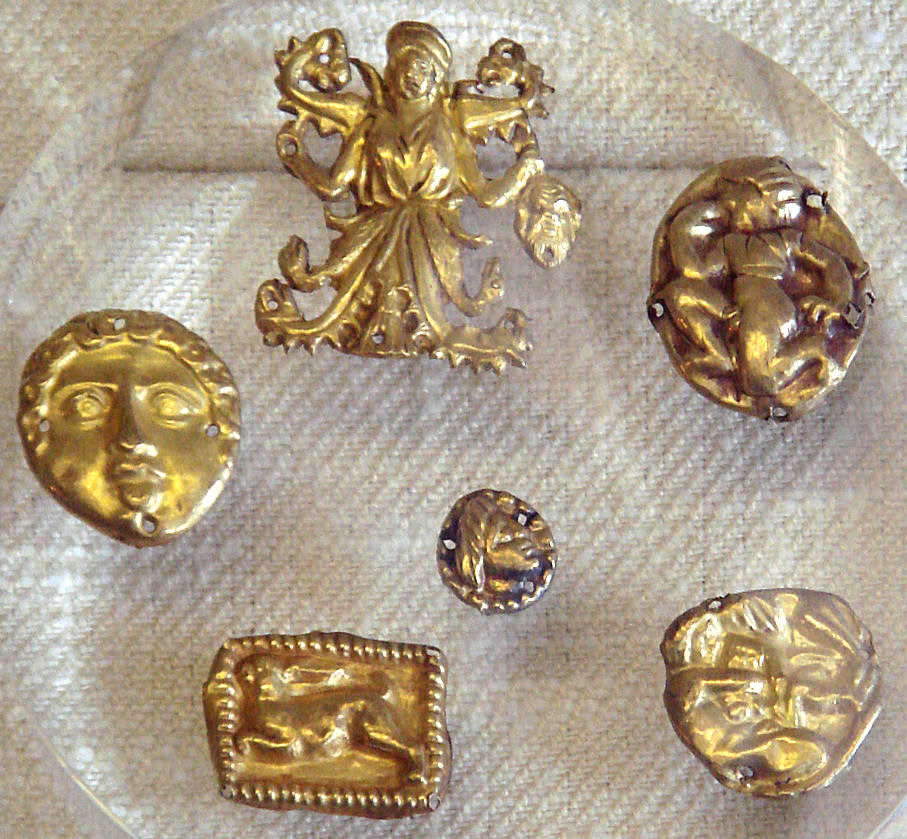
Schatz von Kul-Oba
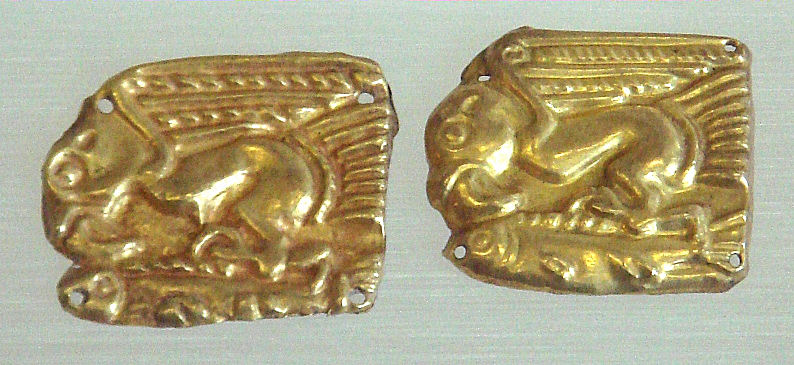
Sphinxen
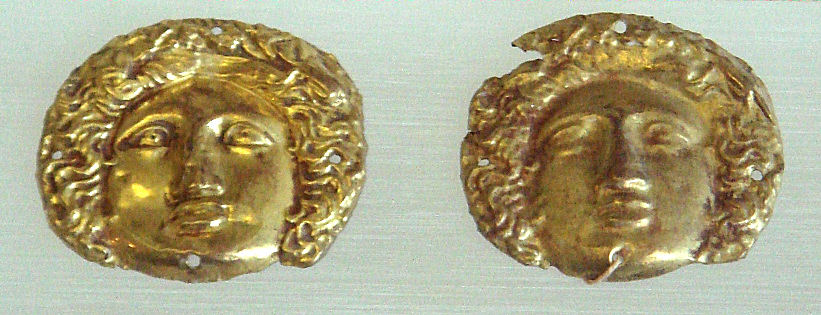
Gesichtsdarstellungen
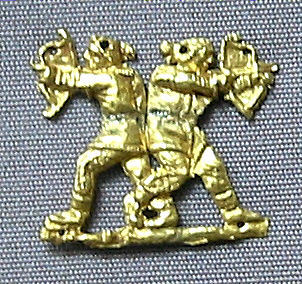
Goldapplikation, zwei Bogenschützen zeigend